# Persone di nome Sydney
| Questa pagina contiene informazioni ricavate automaticamente dalle voci biografiche con l'ausilio del template Bio e di un bot. L'aggiornamento è periodico e automatico e ricostruisce completamente la pagina. Se manca una persona in questa lista, sei pregato di non aggiungerla, ma accertati piuttosto che la sua voce biografica contenga il template Bio e che i dati anagrafici siano correttamente compilati. Se il template Bio manca, inseriscilo tu stesso o, in alternativa, metti l'avviso {{tmp\|Bio}} che ne segnala la mancanza. Se i dati riportati sono sbagliati, correggi direttamente la voce biografica; le modifiche saranno visibili in questa lista entro pochi giorni. Per chiarimenti vedi il progetto antroponimi. La lista contiene solo le 77 persone che sono citate nell'enciclopedia e per le quali è stato implementato correttamente il template Bio. Pagina aggiornata al 22 lug 2025. |

Questa è una lista di persone presenti nell'enciclopedia che hanno il nome Sydney, suddivise per attività principale.

## Allenatori di calcio(1)
- Sydney Cann, allenatore di calcio e calciatore inglese (Babbacombe, n. 1911 - New Malden, † 1996)

## Attori(8)
- Sydney Ayres, attore, regista e sceneggiatore statunitense (New York, n. 1879 - Oakland, † 1916)
- Sydney Bromley, attore britannico (Londra, n. 1909 - Worthing, † 1987)
- Sydney Chaplin, attore statunitense (Los Angeles, n. 1926 - Rancho Mirage, † 2009)
- Sydney Chaplin, attore e regista inglese (Londra, n. 1885 - Nizza, † 1965)
- Sydney Deane, attore e crickettista australiano (Sydney, n. 1863 - Brooklyn, † 1934)
- Sydney Greenstreet, attore e imprenditore britannico (Sandwich, n. 1879 - Hollywood, † 1954)
- Sydney Lassick, attore statunitense (Chicago, n. 1922 - Los Angeles, † 2003)
- Shaun Lawton, attore, drammaturgo e poeta inglese (New Marske, n. 1941)

## Attrici(9)
- Sydney Agudong, attrice e cantante statunitense (Kauai, n. 2000)
- Sydney Imbeau, attrice canadese (Vernon, n. 1996)
- Sydney Lemmon, attrice statunitense (Los Angeles, n. 1990)
- Sydney Lucas, attrice statunitense (Atlanta, n. 2003)
- Sydney Meyer, attrice canadese (London, n. 1995)
- Sydney Park, attrice statunitense (Filadelfia, n. 1997)
- Sydney Penny, attrice statunitense (Nashville, n. 1971)
- Sydney Tamiia Poitier, attrice statunitense (Los Angeles, n. 1973)
- Sydney Sweeney, attrice statunitense (Spokane, n. 1997)

## Biologi(1)
- Sydney Brenner, biologo sudafricano (Germiston, n. 1927 - Singapore, † 2019)

## Calciatori(4)
- Sydney Bartlett, calciatore giamaicano (Kingston - † 2009)
- Syd Owen, calciatore e allenatore di calcio britannico (Birmingham, n. 1922 - † 1999)
- Sydney Plaatjies, ex calciatore namibiano (Mariental, n. 1981)
- Sydney van Hooijdonk, calciatore olandese (Breda, n. 2000)

## Calciatrici(4)
- Sydney Leroux, calciatrice canadese (Vancouver, n. 1990)
- Sydney Lohmann, calciatrice tedesca (Bad Honnef, n. 2000)
- Sydney Schertenleib, calciatrice svizzera (Zurigo, n. 2007)
- Sydney Schneider, calciatrice giamaicana (Dayton, n. 1999)

## Canottiere(1)
- Sydney Payne, canottiera canadese (Victoria, n. 1997)

## Cestiste(3)
- Sydney Carter, ex cestista statunitense (Dallas, n. 1990)
- Sydney Colson, cestista statunitense (Houston, n. 1989)
- Sydney Wiese, ex cestista statunitense (Phoenix, n. 1995)

## Cestisti(3)
- Sydney Johnson, ex cestista e allenatore di pallacanestro statunitense (Lansing, n. 1974)
- Sid McMeekan, cestista britannico (Birmingham, n. 1925 - Birmingham, † 1991)
- Sydney Rowe, ex cestista barbadiano (Saint Michael, n. 1972)

## Collezionisti d'arte(1)
- Sydney Cockerell, collezionista d'arte britannico (Brighton, n. 1867 - Richmond, † 1962)

## Designer(1)
- Syd Mead, designer e illustratore statunitense (Saint Paul, n. 1933 - Pasadena, † 2019)

## Drammaturghi(1)
- Sydney Grundy, drammaturgo e librettista inglese (Manchester, n. 1848 - Londra, † 1914)

## Esploratori(1)
- Sydney Possuelo, esploratore e attivista brasiliano (San Paolo, n. 1940)

## Fisici(1)
- Sydney Chapman, geofisico britannico (Eccles, n. 1888 - Boulder, † 1970)

## Fisiologi(1)
- Sydney Ringer, fisiologo e farmacologo inglese (Norwich, n. 1835 - Lastingham, † 1910)

## Fumettisti(1)
- Sydney Jordan, fumettista britannico (Dundee, n. 1928)

## Generali(1)
- Sydney Lawford, generale britannico (Royal Tunbridge Wells, n. 1865 - Los Angeles, † 1953)

## Ginnaste(2)
- Sydney Barros, ginnasta statunitense (Atlanta, n. 2005)
- Sydney Turner, ginnasta canadese (New Westminster, n. 2005)

## Giocatori di football americano(1)
- Sydney Brown, giocatore di football americano canadese (London, n. 2001)

## Giocatrici di badminton(1)
- Sydney Tjonadi, giocatrice di badminton australiana (n. 2006)

## Giornalisti(1)
- Sydney Schanberg, giornalista e scrittore statunitense (Clinton, n. 1934 - Poughkeepsie, † 2016)

## Ingegneri(1)
- Sydney Camm, ingegnere aeronautico britannico (Windsor, n. 1893 - Richmond, † 1966)

## Matematici(1)
- Sydney Goldstein, matematico britannico (Kingston upon Hull, n. 1903 - Cambridge, † 1989)

## Mezzofondisti(1)
- Sydney Wooderson, mezzofondista britannico (Camberwell, n. 1914 - † 2006)

## Naturalisti(1)
- Sydney Parkinson, naturalista e illustratore scozzese (Edimburgo, n. 1745 - Batavia, † 1771)

## Nuotatrici(1)
- Sydney Pickrem, nuotatrice canadese (Oldsmar, n. 1997)

## Ostacoliste(1)
- Sydney McLaughlin-Levrone, ostacolista statunitense (New Brunswick, n. 1999)

## Pallanuotisti(1)
- Sydney Scott, pallanuotista maltese (n. 1910 - † 1990)

## Pallavoliste(1)
- Sydney Hilley, pallavolista statunitense (n. 1998)

## Piloti automobilistici(1)
- Sammy Davis, pilota automobilistico britannico (Londra, n. 1887 - Guildford, † 1981)

## Pistard(1)
- Sydney Patterson, pistard e ciclista su strada australiano (Melbourne, n. 1927 - Melbourne, † 1999)

## Politiche(1)
- Sydney Kamlager-Dove, politica statunitense (Chicago, n. 1972)

## Politici(3)
- Sydney Buxton, politico britannico (Londra, n. 1853 - Newtimber, † 1934)
- Sydney Gun-Munro, politico sanvincentino (Grenada, n. 1916 - Bequia, † 2007)
- Sydney Pierrepont, III conte Manvers, politico, militare e nobile inglese (Nottingham, n. 1826 - Nottingham, † 1900)

## Produttori discografici(1)
- Syd Nathan, produttore discografico statunitense (Cincinnati, n. 1904 - Miami, † 1968)

## Produttori televisivi(1)
- Sydney Newman, produttore televisivo e produttore cinematografico canadese (Toronto, n. 1917 - Toronto, † 1997)

## Registe(1)
- Sydney Freeland, regista e sceneggiatrice statunitense (Gallup, n. 1980)

## Registi(2)
- Sydney Pollack, regista, attore e produttore cinematografico statunitense (Lafayette, n. 1934 - Pacific Palisades, † 2008)
- Sydney Sibilia, regista, sceneggiatore e produttore cinematografico italiano (Salerno, n. 1981)

## Sceneggiatori(1)
- Syd Field, sceneggiatore statunitense (Hollywood, n. 1935 - Beverly Hills, † 2013)

## Schermidori(1)
- Sydney Martineau, schermidore britannico (Clapham, n. 1863 - Westminster, † 1945)

## Scrittrici(1)
- Lady Morgan, scrittrice irlandese (Dublino, n. 1781 - Londra, † 1859)

## Storici dell'arte(1)
- Sydney Joseph Freedberg, storico dell'arte statunitense (Boston, n. 1914 - Washington, † 1997)

## Tennisti(2)
- Sydney Jacob, tennista indiano (Kasauli, n. 1879 - Woldingham, † 1977)
- Sydney Howard Smith, tennista e giocatore di badminton britannico (Stroud, n. 1872 - Stroud, † 1947)

## Teologi(1)
- Sydney Salins, teologo e biblista indiano (Karnataka)

## Velocisti(1)
- Sydney Siame, velocista zambiano (Isoka, n. 1997)

## Wrestler(1)
- Maxxine Dupri, wrestler statunitense (Loomis, n. 1997)

## Senza attività specificata(2)
- Sydney Guilaroff, parrucchiere statunitense (Londra, n. 1907 - Beverly Hills, † 1997)
- Sydney Johnson, inglese (Andros - Parigi, † 1990)